# シロイカラス
「シロイカラス」は、鈴村健一の楽曲。彼の9枚目のシングルとして2012年10月17日にLantisから発売された。作詞は鈴村、作曲は渡辺拓也により行われた。

## 概要
前作「messenger」から約5か月ぶりのリリースとなる2012年2作目のシングル。表題曲は、テレビアニメ『CØDE:BREAKER』のエンディングテーマに起用された。自身の楽曲がテレビアニメの主題歌に起用されるのは「あすなろ」以来2作ぶり。販売形態はCD+DVDの仕様で、DVDには表題曲のPVを収めたDVDが同梱されている。ちなみにPVは2枚目のミニアルバム『互』のPVと連動した内容になっている。

## 批評
『CDジャーナル』は、「葛藤しながらも前向きに生きることについて背中を押してくれる歌詞が胸を打つ」と評した。

## 収録曲
（全作詞：鈴村健一）
1. シロイカラス [4:03]
作曲・編曲：渡辺拓也
テレビアニメ『CØDE:BREAKER』エンディングテーマ
ストレートなロック調の曲で、A、Bメロで溜まっていたストレスがサビで解消されるようになっている。歌詞は異能を使うコード：ブレイカーの気持ちを歌っている[4]。
2. 蒼 [4:42]
作詞・作曲：宮崎誠
デモの時点で楽曲のテーマを「大地と宇宙」にしようと考え、タイトルも地球の青い色から取られた[4]。
3. ALL GREEN [6:34]
作曲・編曲：渡辺拓也
「再生」をテーマとした爽やかで味わい深い曲[4]。

DVD
1. シロイカラス（Music Clip）